# Horst Walter
Horst Walter (Bobritzsch-Hilbersdorf, 2 de julio de 1939 - Dresde, 22 de julio de 2015) fue un futbolista alemán que jugaba en la demarcación de centrocampista.

## Biografía
Tras formarse en el BSG Traktor Oberbobritzsch, en 1957 fichó por el Dresdner SC, haciendo su debut como futbolista. Jugó en el club durante seis temporadas, cosechando 109 partidos y 22 goles marcados, además de la Copa de fútbol de la RDA en la temporada de su debut, donde llegó a jugar la final. Ya en 1963 se fue traspasado al Hallescher FC, jugando principalmente en la DDR-Oberliga. Finalmente, en 1966, se fue al Dinamo Dresde, con quien ganó además la DDR-Liga, ascendiendo así a la máxima categoría del fútbol alemán. 
En 1972, colgó las botas debido a que ya superaba los treinta años y su rendimiento comenzaba a ser inferior al de sus compañeros de equipo.
Falleció el 22 de julio de 2015 en la ciudad alemana de Dresde, a los 76 años de edad.

## Selección nacional
Jugó un partido con la selección de fútbol de Alemania Democrática el 16 de mayo de 1962 contra Yugoslavia en calidad de amistoso, que finalizó con un resultado de 3-1 a favor del combinado yugoslavo.

## Clubes
| Club          | País              | Año         | Partidos | Goles |
| ------------- | ----------------- | ----------- | -------- | ----- |
| Dresdner SC   | Alemania Oriental | 1957 - 1963 | 109      | 22    |
| Hallescher FC | Alemania Oriental | 1963 - 1966 | 79       | 23    |
| Dinamo Dresde | Alemania Oriental | 1966 - 1972 | 45       | 1     |

## Palmarés

### Campeonatos nacionales
| Título                   | Club        | País     | Año  |
| ------------------------ | ----------- | -------- | ---- |
| Copa de fútbol de la RDA | Dresdner SC | Alemania | 1958 |